# Mason Greenwood
Mason Will John Greenwood (Bradford, 1º ottobre 2001) è un calciatore inglese naturalizzato giamaicano, attaccante dell'Olympique Marsiglia.

## Caratteristiche tecniche
Di ruolo esterno destro, può giocare anche da seconda punta e da ala. Pur essendo mancino, calcia bene anche con il destro. Dispone di ottimo dinamismo e tecnica, che abbina a una buona velocità e a un discreto senso del gol. Bravo ad attaccare la profondità e nell'avanzare in progressione verso la porta, viene paragonato a Robin van Persie.

## Carriera

### Club

#### Manchester United
Cresciuto nel settore giovanile del Manchester Utd, ha esordito tra i professionisti il 6 marzo 2019, disputando l'incontro di Champions League vinto 3-1 contro il Paris Saint-Germain, subentrando nei minuti finali ad Ashley Young. Con questo diviene, a 17 anni e 156 giorni, il secondo giocatore più giovane a disputare una partita di Champions per lo United, dopo Norman Whiteside. Pochi giorni dopo ha debuttato anche in Premier League, nella trasferta persa per 2-0 contro l'Arsenal. Al termine della stagione colleziona 4 presenze (di cui una da titolare nella sconfitta 0-2 dell'ultima giornata contro il Cardiff City) e viene definitivamente promosso in prima squadra per l'annata successiva.
Il 19 settembre 2019 trova la prima rete con i Red Devils, decidendo l'incontro della fase a gironi di Europa League vinto 1-0 contro l'Astana; con questa rete diviene anche il più giovane realizzatore del club (a 17 anni e 353 giorni) in una sfida di Europa League. Il 25 novembre realizza la sua prima rete in Premier League, nel pareggio per 3-3 contro lo Sheffield Utd. Il 12 dicembre realizza la sua prima doppietta tra i professionisti in Europa League, nel successo per 4-0 contro l'AZ Alkmaar. Da lì trova maggiore continuità diventando un titolare del club inglese e trovando in altre occasioni la via del gol.
Il 30 gennaio 2022 viene sospeso dal Manchester United in seguito ai procedimenti giudiziari a suo carico. Il 21 agosto 2023 il club comunica che il calciatore proseguirà la propria carriera agonistica presso un altro club.

#### Prestito al Getafe
Il 2 settembre 2023 passa in prestito annuale al Getafe. Ha debuttato con il club spagnolo il 17 settembre seguente, in una gara vinta per 3-2 contro l'Osasuna, disputando una gara ufficiale dopo un anno e otto mesi dall'ultima volta. Durante questa gara, il giocatore inglese è vittima di cori ingiuriosi da parte della tifoseria avversaria e riceve svariate minacce di morte. Segna la sua prima rete con gli spagnoli l'8 ottobre seguente, in una vittoria esterna contro il Celta Vigo. Si ripete il successivo 25 novembre, in una gara contro l'Almería, dove insacca in rete un potente tiro da fuori area. Termina l'annata totalizzando 36 presenze, 10 reti e 6 assist.

#### Olympique Marsiglia
Il 18 luglio 2024 viene acquistato a titolo definitivo dall'Olympique Marsiglia. Esordisce il 17 agosto successivo, firmando una doppietta in campionato nella vittoria contro il Brest. Conclude la sua prima stagione in Francia potendosi fregiare del titolo di capocannoniere della Ligue 1 con 21 reti realizzate (alla pari di Ousmane Dembélé del PSG.)

### Nazionale
Compie la trafila delle nazionali giovanili inglesi Under-15, Under-17 e Under-18. Il 6 settembre 2019 fa il suo esordio nella nazionale under-21 inglese nella gara valida per la qualificazione agli Europei Under-21 del 2021 contro la Turchia entrando al minuto 59º al posto di Steven Sessegnon. Il 19 novembre successivo segna la sua prima rete con la maglia dell'Under-21, nella partita amichevole persa per 2-1 contro i pari età dei Paesi Bassi.
Il 31 agosto 2020 viene convocato per la prima volta in Nazionale maggiore. Il 5 settembre debutta con la selezione inglese nel successo per 1-0 contro l'Islanda in UEFA Nations League subentrando nel finale. Due giorni dopo viene escluso dalla Nazionale a causa di un festino notturno col compagno di squadra Phil Foden.
Il 25 maggio 2021 viene inserito nei pre-convocati per gli europei, venendo però escluso sette giorni dopo dalla lista dei 26 definitivi per infortunio.

## Statistiche

### Presenze e reti nei club
Statistiche aggiornate al 17 maggio 2025.
| Stagione              | Squadra                | Campionato            | Campionato | Campionato | Coppe nazionali | Coppe nazionali | Coppe nazionali | Coppe continentali | Coppe continentali | Coppe continentali | Altre coppe | Altre coppe | Altre coppe | Totale | Totale |
| Stagione              | Squadra                | Comp                  | Pres       | Reti       | Comp            | Pres            | Reti            | Comp               | Pres               | Reti               | Comp        | Pres        | Reti        | Pres   | Reti   |
| --------------------- | ---------------------- | --------------------- | ---------- | ---------- | --------------- | --------------- | --------------- | ------------------ | ------------------ | ------------------ | ----------- | ----------- | ----------- | ------ | ------ |
| dec.2018-2019         | Manchester Utd         | PL                    | 3          | 0          | FACup+CdL       | 0               | 0               | UCL                | 1                  | 0                  | -           | -           | -           | 4      | 0      |
| 2019-2020             | Manchester United U-21 |                       | -          | -          |                 | -               | -               |                    | -                  | -                  | EFL         | 1           | 1           | 1      | 1      |
| 2019-2020             | Manchester Utd         | PL                    | 31         | 10         | FACup+CdL       | 5+4             | 1+1             | UEL                | 9                  | 5                  | -           | -           | -           | 49     | 17     |
| 2020-2021             | Manchester Utd         | PL                    | 31         | 7          | FACup+CdL       | 4+3             | 2+1             | UCL+UEL            | 5+9                | 1+1                | -           | -           | -           | 52     | 12     |
| 2021-gen.2022         | Manchester Utd         | PL                    | 18         | 5          | FACup+CdL       | 1+1             | 0               | UCL                | 4                  | 1                  | -           | -           | -           | 24     | 6      |
| 2022-2023             | Manchester Utd         | PL                    | -          | -          | FACup+CdL       | -               | -               | UEL                | -                  | -                  | -           | -           | -           | -      | -      |
| Totale Manchester Utd | Totale Manchester Utd  | Totale Manchester Utd | 83         | 22         |                 | 18              | 5               |                    | 28                 | 8                  |             | -           | -           | 129    | 35     |
| 2023-2024             | Getafe                 | PD                    | 33         | 8          | CR              | 3               | 2               | -                  | -                  | -                  | -           | -           | -           | 36     | 10     |
| 2024-2025             | Olympique Marsiglia    | L1                    | 34         | 21         | CF              | 2               | 1               | -                  | -                  | -                  | -           | -           | -           | 36     | 22     |
| Totale carriera       | Totale carriera        | Totale carriera       | 150        | 51         |                 | 23              | 8               |                    | 28                 | 8                  |             | 1           | 1           | 202    | 68     |

### Presenze e reti in nazionale
| Cronologia completa delle presenze e delle reti in nazionale ― Inghilterra | Cronologia completa delle presenze e delle reti in nazionale ― Inghilterra | Cronologia completa delle presenze e delle reti in nazionale ― Inghilterra | Cronologia completa delle presenze e delle reti in nazionale ― Inghilterra | Cronologia completa delle presenze e delle reti in nazionale ― Inghilterra | Cronologia completa delle presenze e delle reti in nazionale ― Inghilterra | Cronologia completa delle presenze e delle reti in nazionale ― Inghilterra | Cronologia completa delle presenze e delle reti in nazionale ― Inghilterra |
| Data                                                                       | Città                                                                      | In casa                                                                    | Risultato                                                                  | Ospiti                                                                     | Competizione                                                               | Reti                                                                       | Note                                                                       |
| -------------------------------------------------------------------------- | -------------------------------------------------------------------------- | -------------------------------------------------------------------------- | -------------------------------------------------------------------------- | -------------------------------------------------------------------------- | -------------------------------------------------------------------------- | -------------------------------------------------------------------------- | -------------------------------------------------------------------------- |
| 5-9-2020                                                                   | Reykjavík                                                                  | Islanda                                                                    | 0 – 1                                                                      | Inghilterra                                                                | UEFA Nations League 2020-2021 - 1º turno                                   | -                                                                          | 78’                                                                        |
| Totale                                                                     |                                                                            | Presenze                                                                   | 1                                                                          |                                                                            | Reti                                                                       | 0                                                                          |                                                                            |

## Controversie
Il 30 gennaio 2022 la fidanzata Harriet Robson pubblica una serie di fotografie sul suo profilo Instagram mostrando lividi, escoriazioni e diverse ferite procuratele, secondo lei, dallo stesso Greenwood; a supporto di tale ipotesi, condivide la registrazione audio di un alterco durante il quale il calciatore l'avrebbe obbligata ad avere un rapporto sessuale. In seguito a tale notizia, viene immediatamente sospeso dal Manchester United e arrestato il giorno stesso dalla polizia inglese.
Rilasciato su cauzione, il 15 ottobre 2022 viene arrestato nuovamente, con l'accusa di aver provato a contattare in segreto l'ex compagna. Viene rilasciato ancora su cauzione quattro giorni dopo, con l'udienza definitiva fissata per il 27 novembre successivo. Il 2 febbraio 2023 sono cadute tutte le accuse a suo carico.

## Palmarès

### Individuale
- Capocannoniere della Ligue 1: 1

2024-2025 (21 reti, a pari merito con Ousmane Dembélé)